# Nucleobase

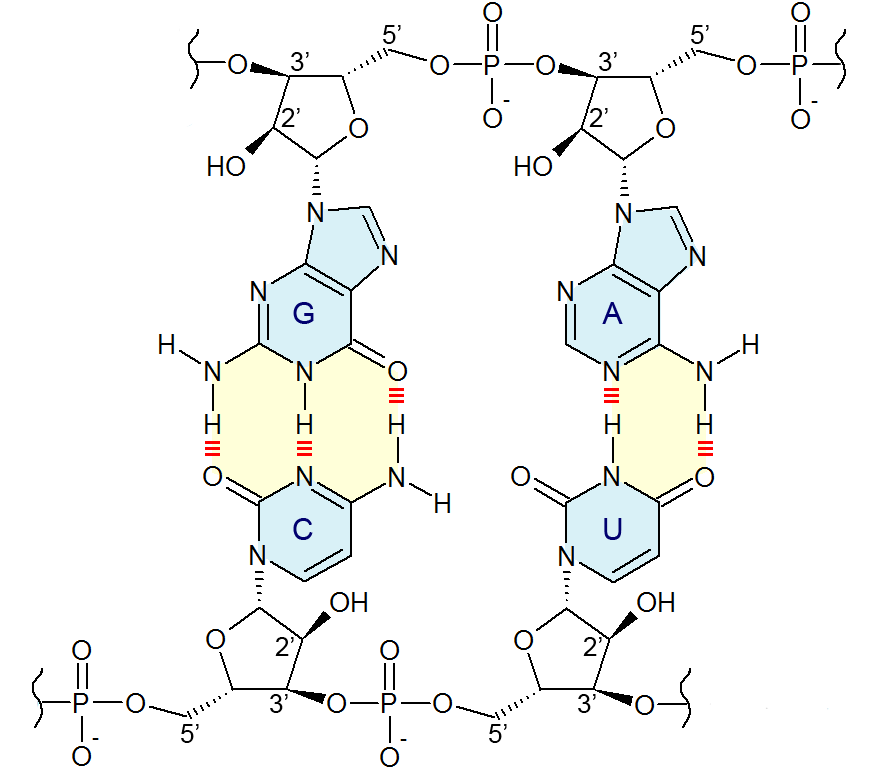
Emparejamiento de bases: dos pares de bases son producidos por cuatro monómeros de nucleótidos, las nucleobases se representan en color azul. La guanina (G) se empareja con la citosina (C) a través de tres puentes de hidrógeno, en rojo. La adenina (A) está emparejada con uracilo (U) a través de dos puentes de hidrógeno, en rojo.

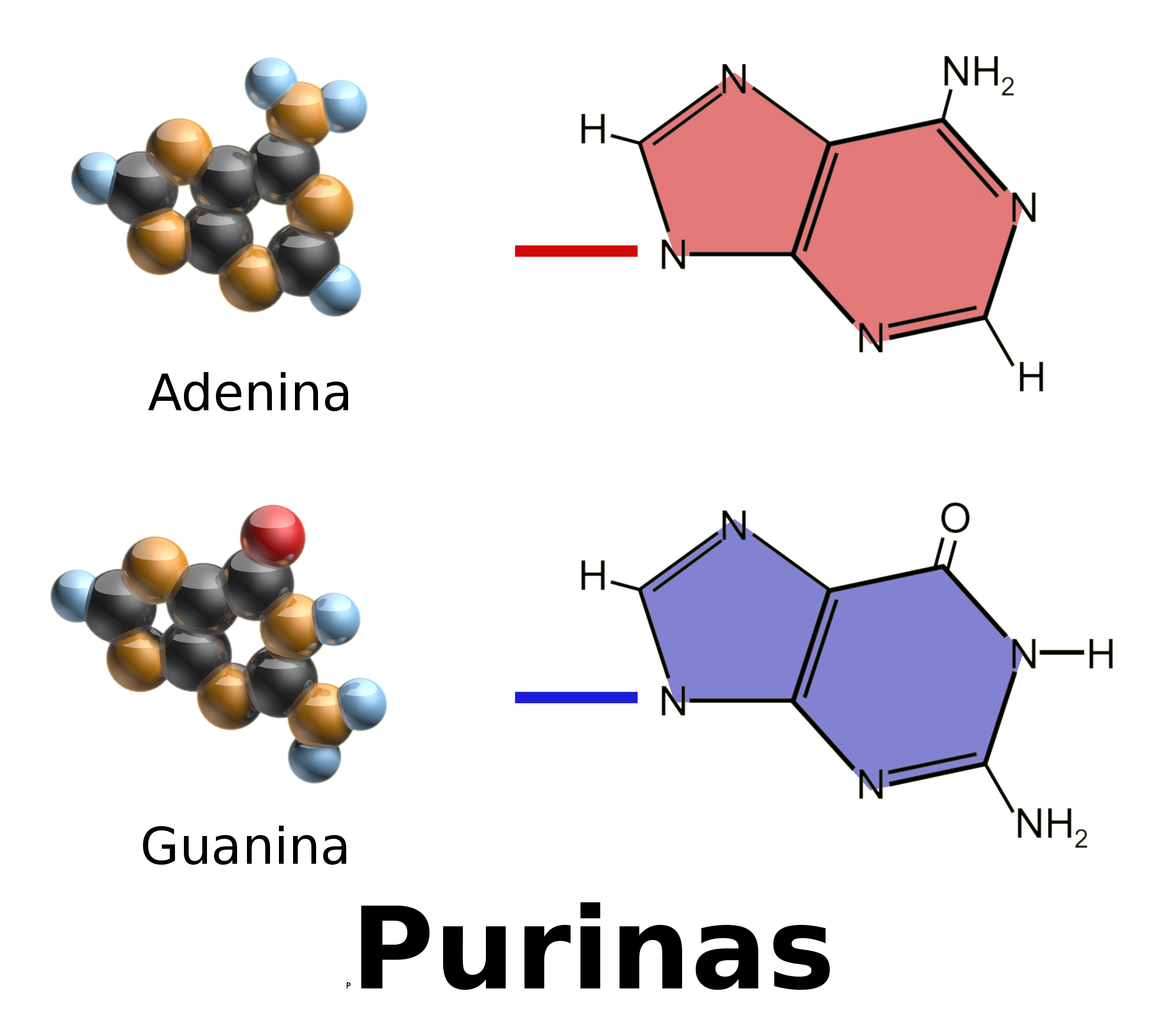
Las nucleobases de purina son moléculas de anillo fusionado.

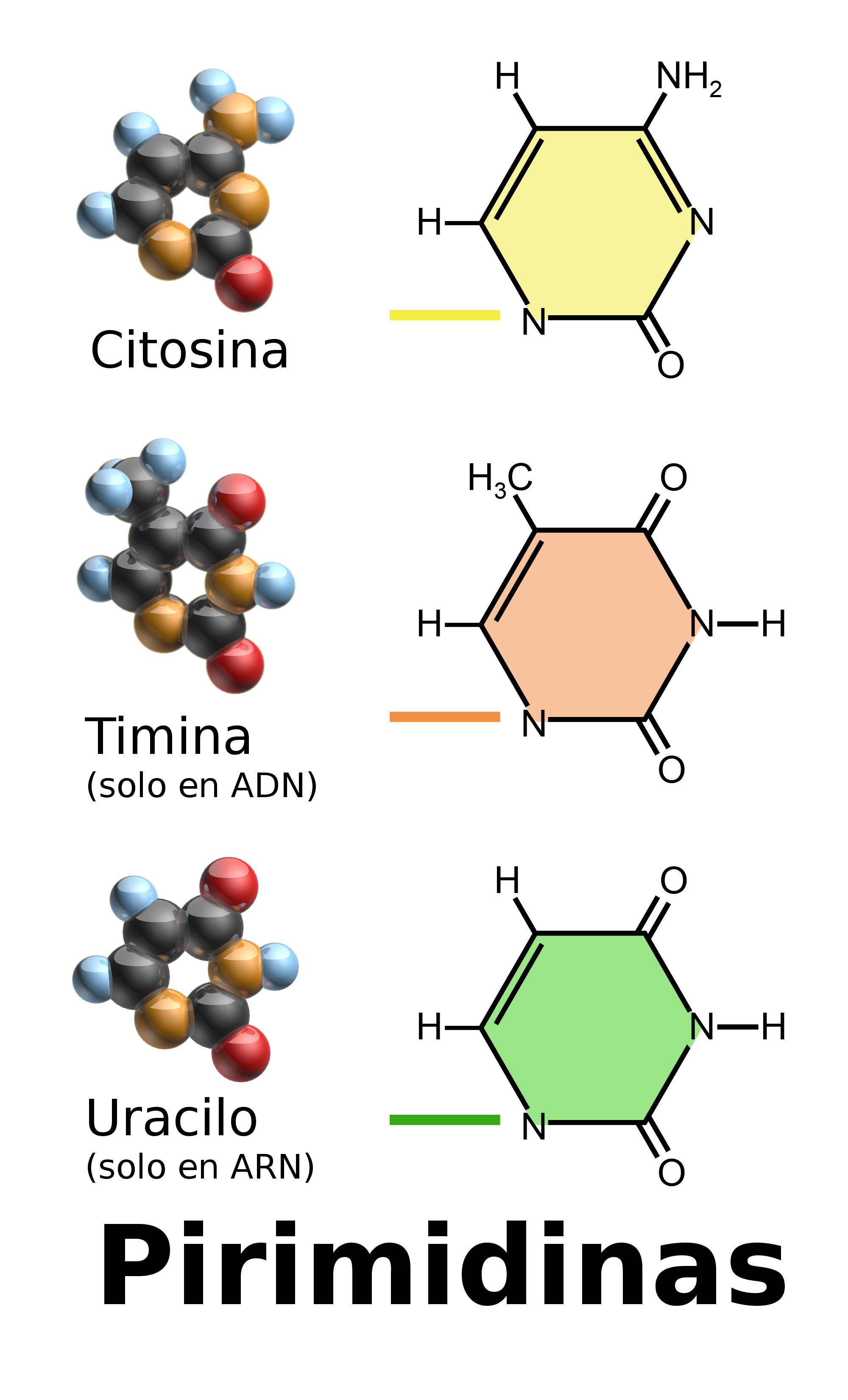
Las nucleobases de pirimidina son moléculas de anillo simple.

Las nucleobases, también conocidas en bioquímica como bases nitrogenadas o a menudo simplemente bases, son compuestos biológicos que contienen nitrógeno que forman los nucleósidos, que a su vez son componentes de los nucleótidos, con todos estos monómeros que constituyen los bloques de construcción básicos de ácidos nucleicos. La capacidad de las nucleobases para formar pares de bases y para apilarse una sobre otra conduce directamente a estructuras helicoidales de cadena larga como el ácido ribonucleico (ARN) y el ácido desoxirribonucleico (ADN). 
Cinco nucleobases: adenina ({\displaystyle {\ce {A}}}), citosina ({\displaystyle {\ce {C}}}), guanina ({\displaystyle {\ce {G}}}), timina ({\displaystyle {\ce {T}}}) y uracilo ({\displaystyle {\ce {U}}}) se denominan primarias o canónicas. Funcionan como las unidades fundamentales del código genético, son las bases {\displaystyle {\ce {A}}}, {\displaystyle {\ce {G}}}, {\displaystyle {\ce {C}}} y {\displaystyle {\ce {T}}} que se encuentran en el ADN, mientras que {\displaystyle {\ce {A}}}, {\displaystyle {\ce {G}}}, {\displaystyle {\ce {C}}} y {\displaystyle {\ce {U}}} se encuentran en el ARN. La timina y el uracilo son idénticos, excepto que {\displaystyle {\ce {T}}} incluye un grupo metilo del que carece {\displaystyle {\ce {U}}}. 
La adenina y la guanina tienen una estructura esquelética de anillo fusionado derivada de la purina, por lo que se denominan bases de purina. De manera similar, la estructura de anillo simple de la citosina, uracilo y timina se deriva de la pirimidina, por lo que esas tres bases se denominan bases de pirimidina. Cada uno de los pares de bases en un ADN típico de doble hélice comprende una purina y una pirimidina: una A emparejada con una {\displaystyle {\ce {T}}} o una {\displaystyle {\ce {C}}} emparejada con una {\displaystyle {\ce {G}}}. Estos pares de purina-pirimidina, que se denominan complementos de la base, conectan las dos cadenas de la hélice y a menudo se comparan con los peldaños de una escalera. El emparejamiento de purinas y pirimidinas puede resultar, en parte, de restricciones dimensionales, ya que esta combinación permite una geometría de ancho constante para la hélice espiral del ADN. Los emparejamientos {\displaystyle {\ce {A-T}}} y {\displaystyle {\ce {C-G}}} funcionan para formar enlaces de hidrógeno dobles o triples entre los grupos amina y carbonilo en las bases complementarias. 
En agosto de 2011, un informe basado en estudios de la NASA sobre meteoritos sugirió que nucleobases como adenina, guanina, xantina, hipoxantina, purina, 2,6-diaminopurina y 6,8-diaminopurina pueden haberse formado en el espacio exterior y en la tierra.
El origen del término base refleja las propiedades químicas de estos compuestos en las reacciones ácido-base, pero esas propiedades no son especialmente importantes para comprender la mayoría de las funciones biológicas de las nucleobases. 

## Estructura

Estructura química del ADN, que muestra cuatro pares de nucleobases producidos por ocho nucleótidos: la adenina (A) se une a la timina (T) y la guanina (G) se une a la citosina (C). + Esta estructura también muestra la direccionalidad de cada uno de los dos esqueletos o cadenas de fosfato-desoxirribosa. Las direcciones de 5 'a 3' son: bajar la cadena a la izquierda y subir la cadena a la derecha. Las hebras giran entre sí para formar una estructura de doble hélice.

En los lados de la estructura del ácido nucleico, las moléculas de fosfato conectan sucesivamente los dos anillos de azúcar de dos monómeros de nucleótidos adyacentes, creando así una biomolécula de cadena larga. Estas uniones de cadena de fosfatos con azúcares (ribosa o desoxirribosa) crean las cadenas de "espina dorsal" para una biomolécula de hélice simple o doble. En la doble hélice del ADN, las dos cadenas están orientadas químicamente en direcciones opuestas, lo que permite el emparejamiento de bases al proporcionar complementariedad entre las dos bases, y es esencial para la replicación o la transcripción de la información codificada que se encuentra en el ADN. 

## Nucleobases modificados
El ADN y el ARN también contienen otras bases (no primarias) que se han modificado después de que se haya formado la cadena de ácido nucleico. En el ADN, la base modificada más común es la 5-metil citosina (m5C). En el ARN, hay muchas bases modificadas, incluidas las contenidas en los nucleósidos pseudouridina (Ψ), dihidrouridina (D), inosina (I) y 7-metilguanosina (m7G).
La hipoxantina y la xantina son dos de las muchas bases creadas a través de la presencia de mutágenos, ambas a través de la desaminación (reemplazo del grupo amina con un grupo carbonilo). La hipoxantina se produce a partir de la adenina, la xantina de la guanina y los resultados de uracilo de la desaminación de la citosina. 

### Nucleobases de purina modificados
Estos son ejemplos de adenosina o guanosina modificada. 
| Nucleobase | Hipoxantina | Xantina     | 7-Metilguanina       |
| Nucleósido | Inosina I   | Xantosina X | 7-Metilguanosina m7G |

### Nucleobases de pirimidina modificados
Estos son ejemplos de citosina modificada, timina o uridina. 
| Nucleobase | 5,6-Dihidrouracilo | 5-Metilcitosina     | 5-Hidroximetilcitosina |
| Nucleósido | Dihidrouridina D   | 5-Metilcitidina m5C |                        |

## Nucleobases artificiales
Existe un gran número de análogos de nucleobase. Las aplicaciones más comunes se utilizan como sondas fluorescentes, ya sea directa o indirectamente, como el nucleótido aminoalilo, que se utilizan para marcar el ARNc o el ADN complementario (ADNc) en micromatrices. Varios grupos están trabajando en pares de bases "extra" alternativas para extender el código genético, como la isoguanina y la isocitosina o el 2-amino-6-(2-tienil) purina y pirrol-2-carbaldehído fluorescentes. 
En medicina, se utilizan varios análogos de nucleósidos como agentes anticancerígenos y antivirales. La polimerasa viral incorpora estos compuestos con bases no canónicas. Estos compuestos se activan en las células al convertirse en nucleótidos; se administran como nucleósidos, ya que los nucleótidos cargados no pueden atravesar fácilmente las membranas celulares.